# WhiteKnightTwo
A WhiteKnightTwo (angolul: Fehér Lovag Kettő, rövidítve WK2) szubszonikus repülőgép, melyet az Egyesült Államokban fejleszt a Scaled Composites. Kéttörzsű, négy hajtóműves, egyenes felső szárnyas repülőgép, két függőleges és négy vízszintes vezérsíkkal. A világ legnagyobb, teljesen kompozitanyagokból épült repülőgépe.
A repülőgép feladata a SpaceShipTwo magán űrrepülőgép szállítása és indítása lesz. A White Knight utódja kéttörzsű, vállszárnyas repülőgép, mely teljesen kompozit anyagokból készül. Első repülésére 2008. december 21-én került sor, a SpaceShipTwo első indítására 2013 áprilisában került sor. A későbbiekben kisebb műholdak pályára állításánál is tervezik felhasználni.

## Lásd még
- SpaceShipOne
- SpaceShipTwo
- White Knight